# Jörg Seusenhofer

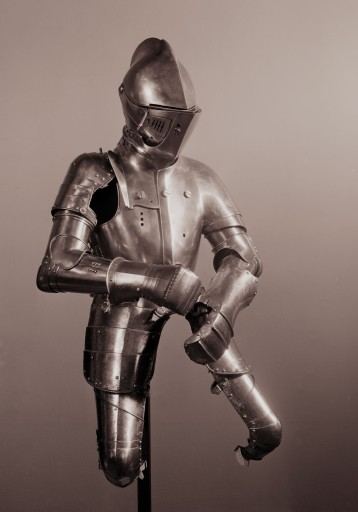
Datowana na 1550/1555 rok zbroja kirasjerska Ferdynanda II Habsburga autorstwa Jörga Seusenhofera

Jörg Seusenhofer (ur. 1516?, zm. 30 września 1580 w Innsbrucku) – płatnerz, jeden z najważniejszych przedstawicieli tego zawodu w XVI wieku.
Syn Hansa Seusenhofera, mistrza heraldyki na dworze Maksymiliana I Habsburga, a bratanek Konrada Seusenhofera, nadwornego płatnerza Maksymiliana I. 
Wzmiankowany w 1528 roku, w 1536 jest mistrzem heraldyki oraz płatnerstwa Ferdynanda I Habsburga. W 1555 przejął warsztat płatnerski ojca w Innsbrucku, gdzie kontynuował rodzinną tradycję. Jego styl wychodził poza sztywne ramy wczesnego renesansu i swoimi wysoce żywymi formami wpisywał się w późniejszy nurt tej epoki. Jego śmierć w 1580 zakończyła płatnerską tradycję rodziny.